# 哈維爾·貝拉斯克斯
安赫爾·哈維爾·貝拉斯克斯·克斯肯 （Ángel Javier Velásquez Quesquén ，1959年11月9日—）。是秘魯總理。貝拉斯克斯任4屆立法議會，在2006年至2011年代表 Lambayeque 。在2008年至2009年，是立法議會的主席。貝拉斯克斯屬於秘魯人民黨。
2009年，政府和土著爭議期間，34人死亡。7月11日，總統阿蘭·加西亞·佩雷斯任命貝拉斯克斯為總理。